# Нилл, Терри
Терри Нилл (англ. Terry Neill; 8 мая 1942, Белфаст — 28 июля 2022, Лондон) — североирландский футболист, игравший на позиции защитника. По завершении игровой карьеры — тренер.
Выступал за клубы «Арсенал» и «Халл Сити», а также национальную сборную Северной Ирландии. Впоследствии был главным тренером каждой из этих команд, а также команды «Тоттенхэм Хотспур».
С 1967 по 1970 год Нилл был председателем Профессиональной футбольной ассоциации — профсоюза британских футболистов.
Обладатель Кубка ярмарок. Обладатель Кубка Англии (как тренер).

## Клубная карьера
Во взрослом футболе дебютировал в 1959 году выступлениями за лондонский «Арсенал». В начале 1960-х нерегулярно выходил на поле, в среднем проводя за «канониров» от 10 до 20 матчей за сезон. В одном из матчей, в возрасте 20 лет, выводил команду на поле с капитанской повязкой, войдя, таким образом, в историю клуба как самый молодой капитан за всю историю «канониров». С середины 1960-х уже был ключевой фигурой в защите лондонского клуба. В общем провёл в клубе одиннадцать сезонов, приняв участие в 241 матче чемпионата. Единственным трофеем за этот период для «Арсенала» и, соответственно, Нилла в его составе был титул обладателя Кубка ярмарок, который был завоёван в последний год пребывания игрока в команде (сезон 1969/70 годов).
В 1970 году перешёл в «Халл Сити», причём 28-летнему в то время игроку было предложено совмещать выступления на поле с работой главным тренером команды. Провёл в клубе три сезона, после чего завершил профессиональную игровую карьеру, сосредоточившись на тренерской работе.

## Выступления за сборную
В 1961 году дебютировал в официальных матчах в составе национальной сборной Северной Ирландии. В течение карьеры в национальной команде, которая длилась 13 лет, провёл в её форме 59 матчей, забив 2 гола. Примечательно, что в течение последних трёх лет выступлений за сборную игрок, который к тому времени уже работал тренером на клубном уровне, занимал аналогичную позицию играющего тренера и в сборной.

## Карьера тренера
Первый опыт тренерской работы получил в клубе «Халл Сити», главным тренером которого был в течение 1970—1974 годов, причём в течение первых трёх сезонов работы с командой продолжал выходить на поле в её составе.
В 1971 году 29-летний Терри Нилл, который продолжал играть как на клубном уровне, так и за сборную Северной Ирландии, был назначен главным тренером национальной сборной. В течение трёх из пяти лет работы со сборной был её играющим тренером. Под его руководством североирландская команда провела две неудачные квалификационные кампании — отбор на Евро-1972 года, где почти ничего не смогла противопоставить фаворитам своей отборочной группы сборным СССР и Испании, а также отбор на чемпионат мира 1972 года, где также заняла третье место в своей группе, уступив сборным Болгарии и Португалии.
В 1974 году, продолжая работать во главе национальной сборной, сменил место клубной работы, став главным тренером «Тоттенхэм Хотспур». Работал с лондонским клубом в течение двух сезонов.
Успехи молодого, но уже очень опытного тренера с «Тоттенхэмом» заставили руководство его бывшего клуба, лондонского «Арсенала», предложить ему пост главного тренера. Согласившись на это предложение в 1976 году, Терри Нилл в 34 года стал самым молодым в истории главой тренерского штаба «канониров».
Терри Нилл способствовал переходу в состав «Арсенала» таких игроков как Малкольм Макдональд и Пат Дженнингс (с последним Нил в своё время успел не только поработать, но и поиграть бок о бок в сборной Северной Ирландии). Также с его приходом постоянную игровую практику в первой команде начали получать молодые игроки, такие как Лиам Брейди и Фрэнк Стэплтон. Обновлённый «Арсенал» улучшил результаты, в частности трижды подряд в течение 1978—1980 годов доходил до финалов Кубка Англии, хотя и смог выиграть только во втором из них. Благодаря этой победе «канониры» были участниками Кубка обладателей кубков сезона 1979—1980 годов, где дошли до финала, в котором только в серии послематчевых пенальти проиграли испанской «Валенсии».
Ещё в 1979 году Нилл пытался омолодить свою команду, пригласив в её состав 18-летнего перспективного аргентинца Диего Марадону и 21-летнего Гленна Ходдла, который несколькими годами ранее именно под руководством Нилла начинал играть в основном составе «Тоттенхэма». Однако оба трансфера не состоялись, а «Арсенал» потерял из-за тяжёлой травмы Малкольма Макдональда и не смог удержать Лиама Брейди. Несмотря на эти потери в сезоне 1980/81 годов «канониры» заняли третье место в английском первенстве, что стало их лучшим результатом в чемпионате за предыдущие 10 лет.
Летом 1983 года Нилл продлил свой тренерский контракт с «Арсеналом» на улучшенных условиях ещё на три года, однако уже в декабре того же года было объявлено о его отставке по инициативе клуба. После ухода из «Арсенала» Терри Нил, которому на тот момент исполнился только 41 год решил завершить тренерскую карьеру. Стал владельцем нескольких лондонских баров, впоследствии приглашался как футбольный эксперт на телевидение.
Скончался 28 июля 2022 года.

## Титулы и достижения

### Как игрока
«Арсенал»
- Обладатель Кубка ярмарок: 1969/70

### Как тренера
«Арсенал»
- Обладатель Кубка Англии: 1978/79